# Danang Dragons
Danang Dragons (Bửu Long Đà Nẵng) là một đội bóng rổ chuyên nghiệp có trụ sở tại Đà Nẵng, Việt Nam. Đội đang tham dự giải bóng rổ chuyên nghiệp đầu tiên của Việt Nam VBA 2016.
Vào tháng 11 năm 2016, đội trở thành nhà vô địch đầu tiên của VBA.

## Huấn luyện viên trưởng
- Phan Thanh Cảnh